# Jürgen Wähling
Jürgen Wähling (født 6. december 1940 i Hamborg) er en tysk fodboldspiller og fodboldtræner.
Jürgen Wähling startede sin fodboldkarriere som spiller hos Grün/Weiss 07 Hamburg i årene 1948-61.  I perioden 1958/59 spillede han på det tyske ungdomslandshold under træneren Helmut Schön. Efterfølgende spillede han hos hhv. FC Luzern, 1961-64, Tasmania 1900 Berlin 1964-66  , S.C Kriens, 1967-68 og F.C Langenthal, 1968-70. Hos F.C. Langenthal fungerede han også som spillertræner og rykkede op i Nationalliga B med holdet.
I en alder af 28 år måtte Jürgen Wähling opgive sin spillerkarriere pga. en skade, og han koncentrerede sig derfor kun om sin trænerkarriere. I 1968 tog han den schweiziske trænerlicens. 8 år senere, i 1976, tog han den tyske Bundesligalicens på Sporthochschule Köln. 1970 vendte han tilbage til sin fødeby, Hamborg, og han var fra 1970-72 forbundstræner hos Hamburger Fussballverband . Herefter blev han hyret af Werder Bremen som cheftræner og koordinator for deres amatør- og ungdomsafdeling. På det daværende ungdomshold spillede bl.a. Thomas Schaaf.
Fra 1974 var Jürgen Wähling træner i Danmark. Først for B1909 som han to gange sikrede oprykning til den bedste række. B1909 nåede også pokalfinalen i 1977, men tabte til Vejle Boldklub. Netop Vejles regerende mestre hyrede Jürgen Wähling i 1978. Samme år blev han kåret til Årets fodboldtræner i Danmark. I 1981 rykkede han til videre til Esbjerg fB hvor han blev indtil 1983 . Hans sidste trænerstop i Danmark var hos AGF hvor han trænede fra 1984 til 1986. Med AGF vandt Jürgen Wähling sølv i 1984 og bronze i 1985. 25. marts 1986 blev Jürgen Wähling fyret ti dage før sæsonen begyndte, da et par af spillerne var utilfredse med hans træningsmetoder og ledelsesstil. 
I 1986 blev Jürgen Wähling  træner for Hannover 96, som han sikrede oprykning til Bundesligaen året efter med 56:20 point
  Det efterfølgende år endte Hannover 96 på en 11. plads i 1. Bundesliga, hvor holdet bl.a. vandt over Bayern München.  Han blev fyret fra Hannover 96 en måned inde i sin tredje sæson efter en række dårlige resultater.
I 1992 blev Jürgen Wähling manager for traditionsklubben FC St. Pauli , hvor han bl.a. også trænede FC St. Paulis 2. hold fra 1993-95. Han blev hos FC St. Pauli frem til 1996, hvorefter han blev “chiefscout” hos Hamburger SV.  Her blev han frem til 1999.
Fra 1999-2006 har han arbejdet som fodboldagent og –scout, både som ansat ( hos International Sports Management Group, ISM) og som freelance.
Efterfølgende var han træner for bl.a. FC St. Pauli og tyrkiske Trabzonspor.